# Imantocera niasensis
Imantocera niasensis är en skalbaggsart som beskrevs av Stefan von Breuning 1936. Imantocera niasensis ingår i släktet Imantocera och familjen långhorningar. Inga underarter finns listade i Catalogue of Life.